# Somatochlora clavata
Somatochlora clavata ist eine Libellenart aus der Familie der Falkenlibellen (Corduliidae), die zu den Großlibellen (Anisoptera) gehören.

## Merkmale
Somatochlora clavata erreicht eine Gesamtlänge von etwa 59 Millimeter, wobei etwa 47 Millimeter auf das Abdomen entfallen. Die Spannweite der Hinterflügel beträgt etwa 42 Millimeter. Die Augen sind ebenso wie die Stirn metallisch blaugrün gefärbt. Das Labrum und das Labium sind gelb und die Mandibel schwarz gefärbt. Der Thorax ist schwarz-gelb gemustert, die Flügeladerung, die Costalader, das Pterostigma und die Beine sind schwarz. Auf dem Epimeron 2 und 3 befinden sich gelbe Flecken, das zweite Abdominalsegment weist auf der Unterseite zudem eine gelbe, dreieckige Zeichnung auf. Zwischen dem zweiten und dritten Abdominalsegment befindet sich ein gelbes Band.

## Verbreitung
Somatochlora clavata bewohnt fließende Gewässer in Japan und Korea, wobei die Art entsprechend Kadoya 2009 ein sehr weiträumiges Verbreitungsgebiet hat und an Kanälen vorkommt.

## Forschungsgeschichte
Erstmals beschrieben wurde die Art 1922 anhand von zwei Männchen von der japanischen Insel Hokkaidō durch K. Oguma.

## Belege
1. 1 2  Sang-Bum Kim, Hong-Shik Oh, Won-Tack Kim, Osamu Tadauchi: Phenetic Analysis of the Anisoptera (Insecta: Odonata) in Jeju Island, Korea, Based on Morphological Characters. J. Fac. Agr., Kyushu Univ. 54 (1), 2009; S. 123–132. (PDF (Seite nicht mehr abrufbar, festgestellt im Mai 2019. Suche in Webarchiven)  Info: Der Link wurde automatisch als defekt markiert. Bitte prüfe den Link gemäß Anleitung und entferne dann diesen Hinweis.)
2. 1 2  Syoziro Asahina: The Type Specimen of the Odonata in the Entomological Institute, Hokkaido University. Insecta Matsumurana 24 (1), 1961; S. 62. (PDF)
3. ↑  Taku Kadoya, Shin-ichi Suda, Izumi Washitani: Dragonfly crisis in Japan: A likely consequence of recent agricultural habitat degradation. Biological Conservation 142, 2009; S. 1899–1905.
4. ↑  K. Oguma: The Japanese dragonfly-fauna of the family Libellulidae. Deutsche Entomologische Zeitschrift 1922 (1): S. 96–112.